# Georges Berr

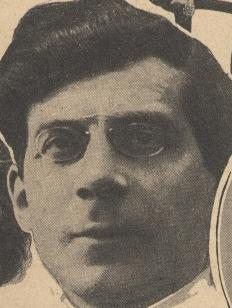
Georges Berr 1917

Georges Berr, född 30 juli 1867, död 21 juli 1942, var en fransk skådespelare och teaterförfattare.
Berr blev 1886 anställd vid Théâtre français , från 1893 som societär, och spelade där med stor framgång bland annat Figaro i Figaros bröllop. Han författade även dels under eget namn, dels under pseudonymen G. Colias och ofta med andra som Louis Verneuil och Paul Gavault en mängd pjäser, främst komedier och sensationsstycken, som Madame Flirt (1902), Un coup de téléphine (1912) och Les fausses conficences (1918).